# Milly Witkop
Milly Witkop (Rocker), née le 3 mars 1877 et morte le 23 novembre 1955, est une anarcho-syndicaliste, féministe, écrivaine et militante juive ukrainienne. Elle était la conjointe de fait de l'anarchiste Rudolf Rocker.

## Enfance et éducation
Witkop est née sous le nom de Vitkopski dans le shtetl ukrainien de Zlatopol dans une famille de juifs russo-ukrainiens, l’aînée de quatre sœurs. La plus jeune des quatre, Rose, est également devenue anarchiste. En 1894, Witkop quitte l'Ukraine pour Londres. Dans les décennies suivant l'assassinat du tsar Alexandre II en 1881, de nombreux Juifs quittent la Russie à la suite de pogroms anti-Juifs dans tout l'Empire. La plupart partent au Royaume-Uni ou aux États-Unis.

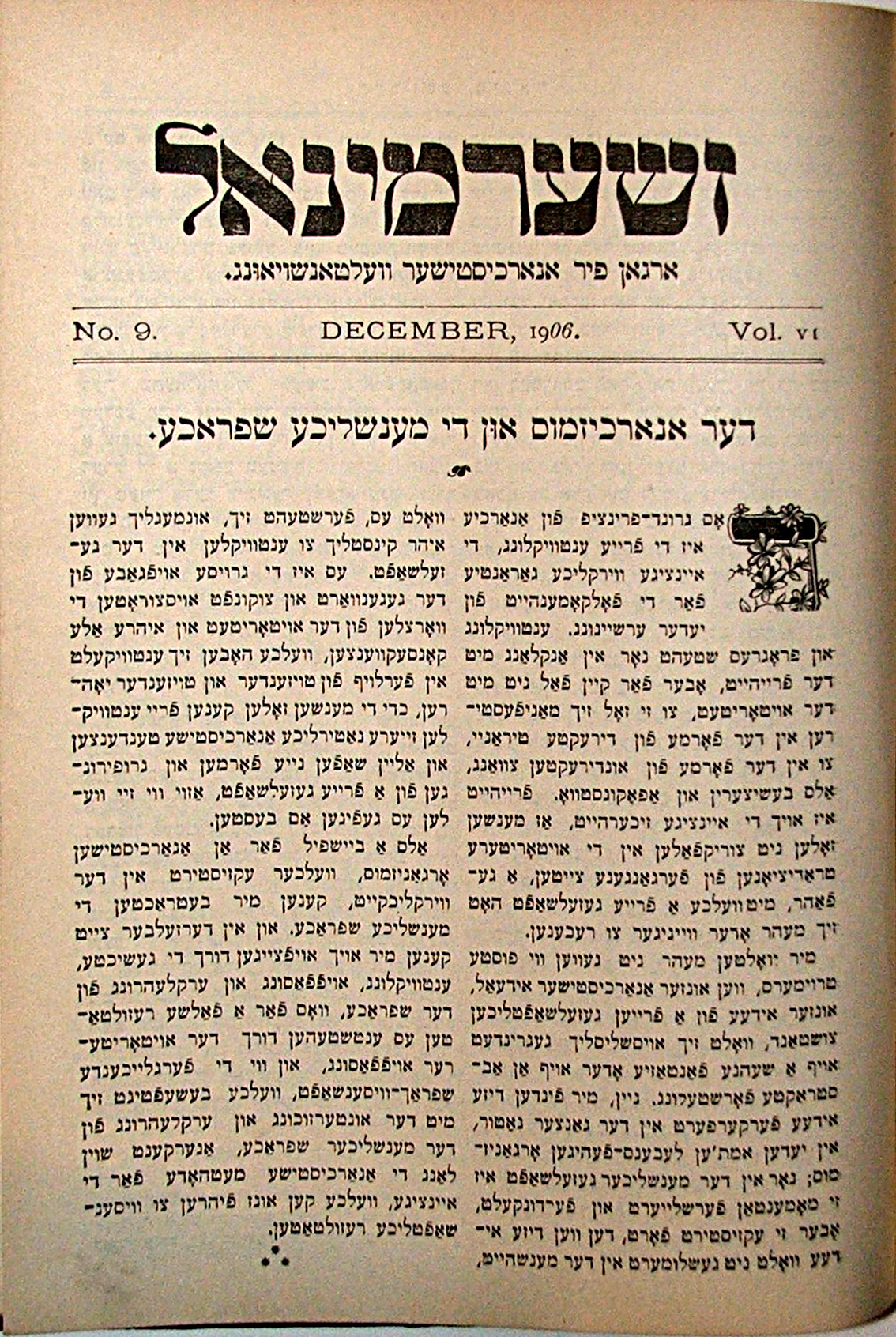
Décembre 1906 édition de Germinal

À Londres, elle travaille dans un atelier de tailleur et économise assez d'argent pour financer le passage vers l'Angleterre de ses parents et de ses sœurs. Les conditions difficiles de son travail la conduise à remettre en question sa foi. Son implication dans la grève dans une boulangerie la conduit à s'impliquer avec le groupe qui gravite autour du journal anarchiste juif Arbayter Fraynd. Elle est influencée par l'œuvre du théoricien anarchiste Pierre Kropotkine. En 1895, elle rencontre Rudolf Rocker pendant une action politique de son groupe. En mai 1898, Rocker l'invite à l'accompagner à New York, où il espère trouver un emploi. Les deux sont pourtant refoulé à leur arrivée car ils refusent de se marier légalement. Ils repartent vers le Royaume-Uni dans le même bateau avec lequel ils sont arrivés. L'affaire reçoit, à l'époque, une couverture médiatique aux États-Unis, attaquant l'amour de ce couple non marié,.
À partir d'octobre 1898, Rocker et Witkop co-éditent le Arbeyter Fraynd. En mars 1900, les deux commencent également à publier le journal Germinal, plus axé sur les sujets culturels. En 1907, le fils du couple, Fermin, naît. Rocker et Witkop s'opposent à la Première Guerre mondiale, à la différence de beaucoup d'autres anarchistes comme Kropotkine qui soutient lui les Alliés. Pour soulager la pauvreté et la misère causée par le chômage pendant la guerre, Witkop et son mari ouvrent une soupe populaire. En décembre 1914, Rocker est interné au Royaume-Uni comme beaucoup d'autres Allemands et d'Autrichiens en tant que sujet d'un pays ennemi. Witkop continue son activisme anti-guerre jusqu'à son arrestation en 1916 et le reste jusqu'à l'automne 1918. À sa libération, elle quitte le Royaume-Uni pour rejoindre son mari et son fils aux Pays-Bas.

## En Allemagne
Au début, le couple accueille avec joie l'annonce des révolutions de février et d'octobre en Russie, mais après le coup d'état bolchévique, ils commencent à critiquer le dirigisme étatique et le totalitarisme de ce qui allait devenir l'Union soviétique. En novembre 1918, ils déménagent à Berlin ; les Rocker sont invités par Fritz Kater, le président de l'Association libre des syndicats allemands (FVdG), à se joindre à lui dans la construction de ce qui devient par la suite l'Union libre des travailleurs d'Allemagne (FAUD), un syndicat anarcho-syndicaliste. Rocker et Witkop deviennent membres de la FAUD.
Après sa création au début de l'année 1919, une discussion sur le rôle des filles et des femmes dans l'union commence. L'organisation à prédominance masculine ignore d'abord ces questions de genre, mais les femmes finissent par organiser des réunions parallèles à celles de la FAUD. Witkop est l'une des principales fondatrices de l'Union des Femmes à Berlin en 1920. Le 15 octobre 1921, les syndicats féminins tiennent un congrès national à Düsseldorf et l'Union des Syndicats des Femmes (SFB) est fondé au niveau national. Peu de temps après, Witkop rédige Was will der Syndikalistische Frauenbund? (Qu'est-ce que le syndicats féminins veulent ?) en tant que porte-parole du SFB. À partir de 1921, Der Frauenbund est publié en tant que supplément au journal de la FAUD Der Syndikalist, et Witkop est l'une de ses principales rédactrices.
Witkop pense que les femmes prolétariennes sont exploitées, non seulement par le capitalisme comme les hommes, mais aussi par leurs collègues de sexe masculin. Elle fait valoir par conséquent que les femmes doivent participer activement à la lutte pour leurs droits, tout comme les travailleurs doivent se battre contre le capitalisme pour les leurs. Elle insiste également sur la nécessité des femmes à prendre part à la lutte des classes. Les femmes au foyer peuvent alors utiliser le boycottage pour appuyer la lutte. À partir de là, elle conclut à la nécessité d'une autonomie dans l'organisation des femmes de la FAUD. Witkop constate également que le travail domestique doit être considéré comme tout aussi précieux que le travail salarié. En 1921, dans un article de Der Frauenbund, Witkop fait valoir que la question la plus importante à laquelle fait face le SFB est la « question sexuelle ». Elle appelle à un accès à la contraception, et préconise une grève de la procréation. Un débat sur la question au sein du mouvement syndicaliste allemand s'ensuit. Les réunions sur la question sont très suivies et un nouveau chapitre du SFB s'ouvre.

## Aux États-Unis
Witkop est active dans les mouvements syndicalistes et féministes, mais aussi dans le combat contre le racisme et l'antisémitisme. Elle est souvent frustrée par ce qu'elle considère comme un manque de volonté de lutter contre l'antisémitisme dans le mouvement ouvrier. La montée du parti national-socialiste des travailleurs allemands en Allemagne à la fin des années 1920 la trouble grandement. Après l'incendie du Reichstag en février 1933, Witkop et Rocker fuient l'Allemagne pour les États-Unis en passant par la Suisse, la France et le Royaume-Uni. Aux États-Unis, le couple continue de donner des conférences et d'écrire sur l'anarchisme. Au cours de la guerre civile espagnole de 1936 à 1939, ils commencent une campagne de sensibilisation pour les Américains sur les événements en Espagne. À l'automne 1937, ils déménagent à Mohegan - une communauté anarchiste - près du lac de Mohegan dans le comté de Westchester. Après l'éclatement de la Seconde Guerre mondiale, Witkop, comme son mari et d'autres anarchistes tels que Max Nettlau et Diego Abad de Santillán, soutiennent les Alliés parce qu'elle considère que le nazisme ne peut être vaincu par des moyens pacifiques.
Après la Seconde Guerre mondiale, Witkop développe une sympathie pour le mouvement sioniste mais elle est sceptique face à l'idée qu'un État-nation puisse résoudre la « question juive ». Elle favorise l'idée de la bi-nationalité développée par Martin Buber et Ahad Ha'am. Les habitants de Mohegan, en particulier Witkop, sont actifs dans l'envoi de matériel de soutien aux anarchistes allemands. Ils envoient plusieurs centaines de paquets en Allemagne.
Witkop meurt le 23 novembre 1955 après avoir souffert plusieurs mois de difficultés respiratoires.

### Sources
- William J. Fishman, Jewish Radicals : From Czarist Stetl to London Ghetto, New York, Pantheon Books, 1974
- Dieter Nelles « Anarchosyndicalism and the Sexual Reform Movement in the Weimar Republic » (2000)  (lire en ligne)
—Socialism and Sexuality (lire en ligne)
- Hartmut Rübner, Freiheit und Brot : Die Freie Arbeiter-Union Deutschlands (FAUD) : Eine Studie zur Geschichte des Anarchosyndikalismus, Berlin, Libertad Verlag, 1994
- Margaret Vallance, « Rudolf Rocker – a biographical sketch », Journal of Contemporary History, vol. 8, no 3,‎ 1973, p. 75–95
- Siegbert Wolf, « Witkop, Milly », Datenbank des deutschsprachigen Anarchismus, 2007 (consulté le 8 octobre 2007)